# Nova Ves
Nova Ves (cyr. Нова Вес) – wieś w Bośni i Hercegowinie, w Republice Serbskiej, w gminie Srbac. W 2013 roku liczyła 243 mieszkańców.